# 許映皓
許映皓（ホ・ヨンホ、허영호、きょ えいこく、1986年7月2日 - ）は、韓国の囲碁棋士。ソウル出身、韓国棋院所属、九段。BCカード杯新人王戦優勝、三星火災杯世界囲碁マスターズ準優勝など。

## 経歴
2000年世界青少年囲碁選手権大会青年組優勝。2001年入段。2002年SKガス杯新鋭プロ十傑戦8位。2003年農心辛ラーメン杯出場。2004年電子ランド杯王中王戦青龍部ベスト16。2006年五段、新人王戦決勝で元晟溱を2-0で破り優勝。2007年、2007マスターズトーナメント戦優勝、三星火災杯に出場しベスト16、六段。2009年七段、三星火災杯ベスト8進出。2010年GSカルテックス杯プロ棋戦、物価情報杯プロ棋戦ベスト8、国手戦ベスト4。同年三星火災杯で準優勝し、これにより八段昇段。また63勝19敗の成績で勝数3位、勝率2位。2011年BCカード杯でベスト4進出、九段。
2012年BCカード杯出場。2015年三星火災杯出場。2016年KBS杯ベスト4。2017年GSカルテックス杯ベスト4。
韓国囲碁リーグでは2004年から新星建設チームなどで出場。2011年には中国乙級リーグに蘇泊爾杭州チームの主将として出場。韓国棋士ランキングでは2010年4位。

### タイトル歴
- BCカード杯新人王戦 2006年
- 2007マスターズトーナメント 2007年

### 他の棋歴
国際棋戦
- 三星火災杯世界オープン戦/世界囲碁マスターズ
  - 準優勝 2010年（○羽根直樹、○古力、○汪涛、○王雷、2-0 朴廷桓、1-2 古力）
  - ベスト8 2009年（○黄奕中、○周鶴洋、×邱峻）、ベスト16 2007年（○山下敬吾、×劉昌赫）
- 春蘭杯世界囲碁選手権戦 4位 2010年（○依田紀基、○常昊、○孔傑、×謝赫、×古霊益）
- BCカード杯世界囲碁選手権
  - ベスト4 2011年（○金基原、○李軒豪、○崔哲瀚、○鍾文靖、×古力）
  - ベスト16 2010年（○朴昇哲、○胡耀宇、×古力）
- LG杯世界棋王戦
  - ベスト8 2011年（○王檄、○朴正祥、×謝赫）
  - ベスト16 2009年（○常昊、×朴文尭）
- 農心辛ラーメン杯世界囲碁最強戦
  - 2003年 0-1（×張栩）
  - 2008年 0-1（×柁嘉熹）
- 招商地産杯中韓囲棋団体対抗戦 2011年 1-1（○古力、×孔傑）

国内棋戦
- SKガス杯新鋭プロ十傑戦 2位 2007年、8位 2002年
- オスラムコリア杯新鋭連勝最強戦 3位 2006年
- 囲碁マスターズ戦神戦 準優勝 2006年
- 韓国囲碁リーグ
  - 2004年（新星建設）1-3
  - 2005年（汎洋建榮）3-4
  - 2006年（嶺南日報）5-7
  - 2007年（嶺南日報）7-4
  - 2008年（嶺南日報）9-5
  - 2009年（Batoo）7-5
  - 2010年（忠北&建国牛乳）11-5
  - 2011年（ハイト真露）9-5
  - 2012年（Tブロード）
  - 2015年（Kixx）
  - 2016年（Kixx）7-9
  - 2017年（BGFリテールCU）6-10